# 吉岡幹博
吉岡 幹博（よしおか みきひろ）は、日本の医師（外科医）。専門科目は、消化器内科・外科・肛門内科／外科。
医療法人博侑会吉岡医院院長。日本外科学会認定外科専門医、日本消化器病学会消化器病専門医、日本消化器内視鏡学会消化器内視鏡専門医。

## 人物
京都大学外科学講座入局後約7年間、京都桂病院など関連施設にて外科・麻酔科・救急部を研修。
関西電力病院などで内視鏡検査、抗癌剤治療、胃ろう造設などに従事。同院在籍中に複数の論文を共著。
2015年に医療法人博侑会吉岡医院院長に就任。
2019年、京都府保険医協会代議員に選出。2021年4月30日を以て任期を満了。

## 略歴
- 1998年（平成10年）関西医科大学卒。
- 2005年（平成17年）消化器内科転科。
- 2010年（平成22年）吉岡医院勤務。
- 2015年（平成27年）医療法人博侑会吉岡医院院長就任。
- 2019年（平成31年）京都府保険医協会代議員就任

## 主な資格
- 日本外科学会認定外科専門医
- 日本消化器病学会消化器病専門医
- 日本消化器内視鏡学会消化器内視鏡専門医
- 日本糖尿病協会療養指導医